# Barbara Streidl

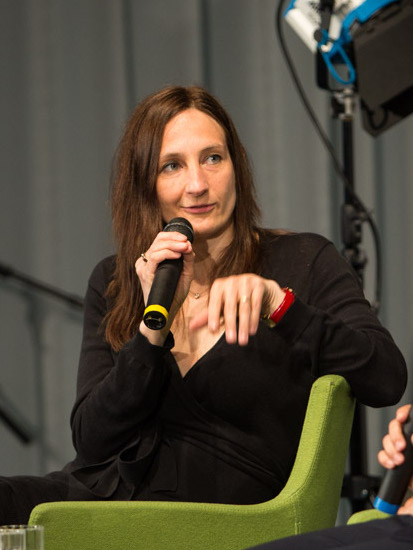
Barbara Streidl (2017)

Barbara Streidl (* 1972 in München) ist eine deutsche Autorin, Journalistin und Musikerin. In ihrer publizistischen Arbeit setzt sie sich viel mit frauen- und familienpolitischen Themen auseinander.

## Leben und Wirken
Barbara Streidl studierte an der Ludwig-Maximilians-Universität in München Mediävistik, Neuere deutsche Literatur und Komparatistik. Nach ihrem Abschluss arbeitete sie für den Bayerischen Rundfunk / Zündfunk als Autorin, Moderatorin und Hörfunkproduzentin sowie für den Süddeutschen Verlag / jetzt.de und andere Medienhäuser. Seit 2013 ist sie im Vorstand von Frauenstudien München e. V. Von 2015 bis 2017 war sie Teil der Familienpolitischen Kommission der Heinrich-Böll-Stiftung.

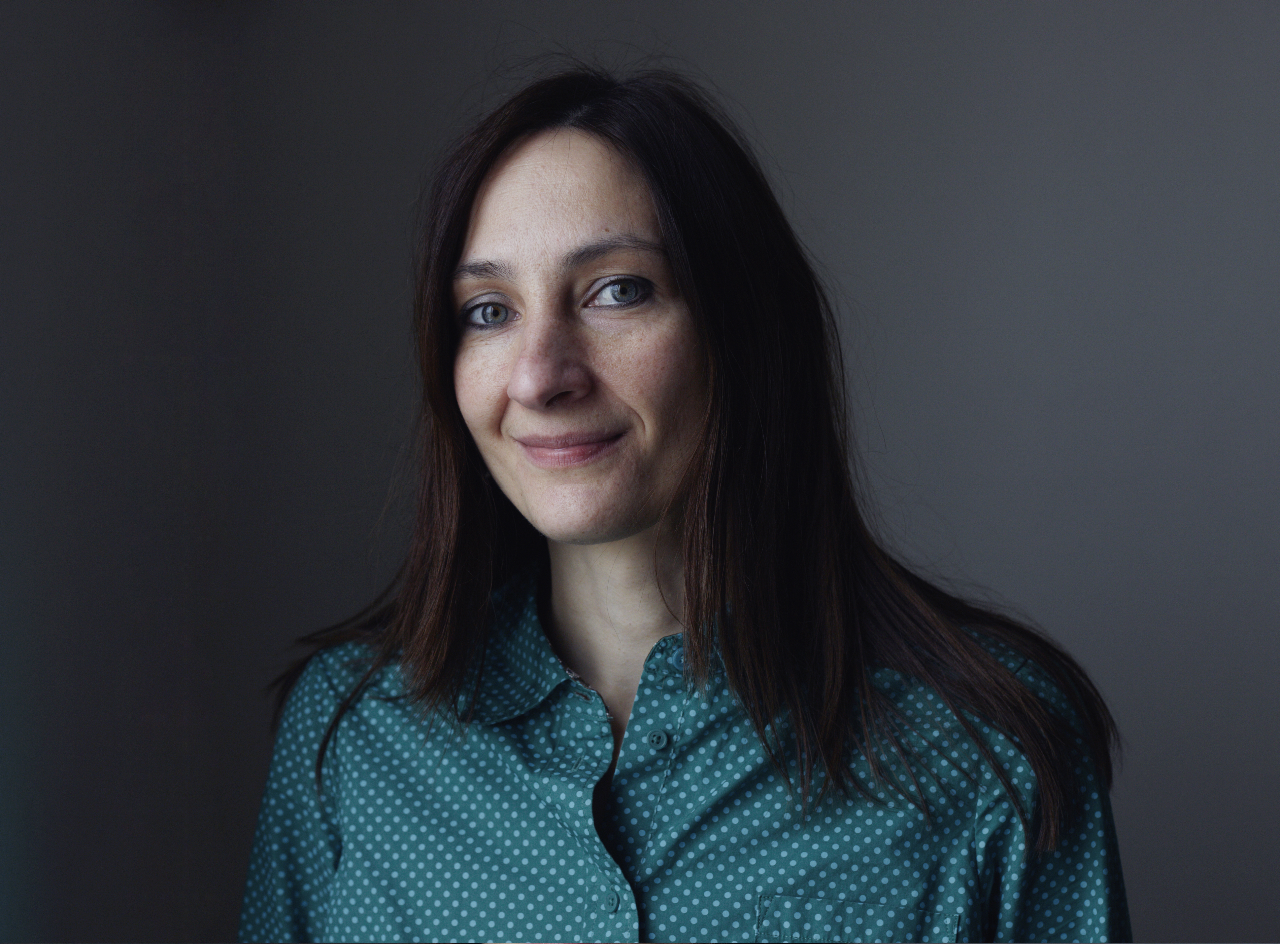
Barbara Streidl (2014)

Streidl gehört neben Susanne Klinger und Meredith Haaf zu den drei Autorinnen des feministischen Werkes Wir Alphamädchen. Warum Feminismus das Leben schöner macht. Mit ihren Co-Autorinnen startete sie parallel zum Erstellen des Buches im Oktober 2007 das mit dem Deutsche Welle Blog Award The BOBs als Bestes Deutschsprachiges Weblog ausgezeichnete (2008) und für den Grimme Online Award sowie den Alternativen Medienpreis nominierte feministische Blog Mädchenmannschaft, das sie 2011 verließ.
In ihrer 2015 erschienenen Streitschrift mit dem Titel Lasst Väter Vater sein widmet sich Streidl dem Thema der Väter, die nach ihren Worten „aus dem Schatten der übermächtigen ‚deutschen Mutter‘“ treten sollten und die noch heute neben einer „Mama-Huldigung“ mit einem „ironischen Papa-Bashing“ konfrontiert seien.
Zu Streidls Musikprojekten gehören Bands wie Die Moulinettes, die mit einer Coverversion der TV-Titelmelodie Herr Rossi sucht das Glück für internationale Aufmerksamkeit sorgten, und die Band The TriSonics. Streidl spielt Kontrabass und E-Bass.
Gemeinsam mit Susanne Klingner und Katrin Rönicke setzt Streidl sich für mehr Sichtbarkeit von Frauen im Netz ein. Zu diesem Zweck riefen sie das Bloggerinnen-Magazin Featurette ins Leben. Bis Dezember 2019 betrieb sie einen regelmäßigen Podcast mit Klingner und Rönicke, den Lila Podcast. Seit 2014 ist Streidl zudem im Vorstand des Vereins Frauenstudien München, der als ein „Denkraum für Frauen“ regelmäßige Veranstaltungen durchführt und 2018 sein 30-jähriges Jubiläum feierte; seit 2020 betreibt sie mit ihrer Co-Vorständin Laura Freisberg den Podcast Stadt, Land, Krise. 
Frauenpolitisches und feministisches Engagement, mit dem Brücken über Geschlechtergräben gebaut wird, zieht sich durch ihre publizistische Arbeit. Im Interview mit Isabel Rohner für den Podcast Die Podcastin sagte Streidl: „Mit mir kann man durchaus reden, aber ich lasse mich nicht bemansplainen, wenn ich Freundlichkeit zeige.“
Streidl ist verheiratet und hat zwei Söhne. Sie lebt in München.

## Publikationen
- mit Susanne Klingner, Meredith Haaf: Wir Alphamädchen. Warum Feminismus das Leben schöner macht. Hoffmann und Campe, Hamburg 2008, ISBN 978-3-45-550075-2.
- Kann ich gleich zurückrufen? Der alltägliche Wahnsinn einer berufstätigen Mutter. Blanvalet, München 2012, ISBN 978-3-44-237937-8.
- Lasst Väter Vater sein. Eine Streitschrift. Beltz, Weinheim 2015, ISBN 978-3-40-722265-7.
- 100 Seiten: Langeweile. Reclam, Ditzingen 2018, ISBN 978-3-15-020453-5.
- 100 Seiten: Feminismus. Reclam, 2. Auflage, Ditzingen 2020, ISBN 978-3-15-020541-9.
- mit Annette Kerckhoff: Ich mach das jetzt! Frauen handeln helfen heilen. Elisabeth Sandmann Verlag, München 2021, ISBN 978-3-94-554385-6.
- Gier. Wenn genug nicht genug ist. Hirzel, Stuttgart 2022, ISBN 978-3-77-762966-7.
- Streit im Feminismus. In: Bettina Schulte (Hrsg.): Heute ist ein guter Tag, das Patriarchat abzuschaffen. Hirzel Verlag, Stuttgart 2024, ISBN 978-3-7776-3475-3, S. 171–193.

## Musikprojekte (Auswahl)
- Die Moulinettes
- The TriSonics
- Poncho Ponys
- Slim Jazz